# Zone sèche
Pour les articles homonymes, voir Zone.

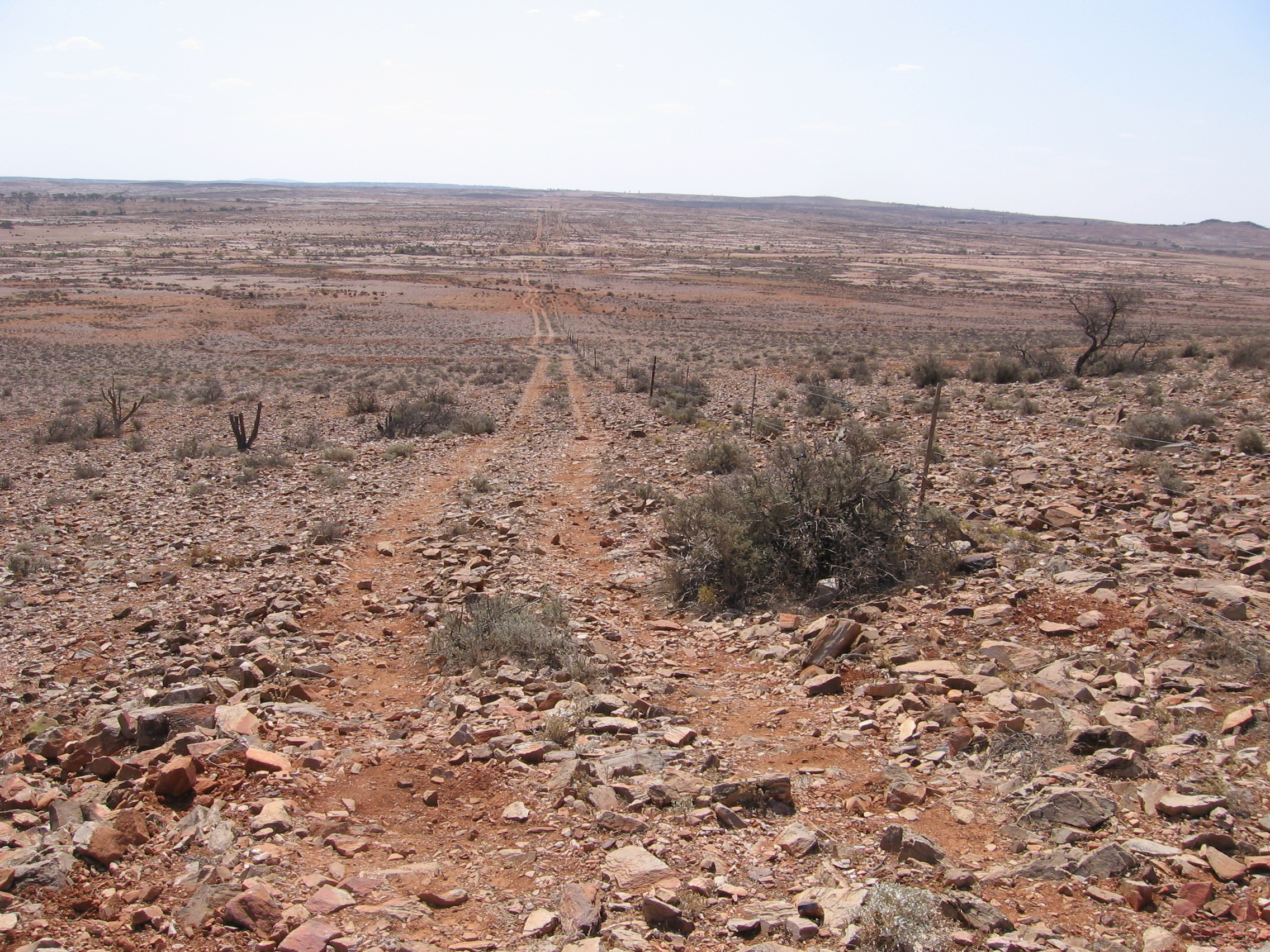
Chemin en zone sèche.

Les zones sèches sont définies par leur rareté en eau, caractérisées par leur aridité. Ce sont des zones où les précipitations sont contrebalancées par l'évaporation des surfaces et la transpiration végétale (évapotranspiration), soit un endroit où l'évapotranspiration potentielle (EP) excède les précipitations annuelles. Le Programme des Nations unies pour l'environnement (PNUE) définit les zones sèches tropicales et zones tempérées avec un indice d'aridité de moins de 0,65. Les zones arides peuvent être classées en quatre sous-types: zones sub-humides sèches, zones semi-arides, zones arides et hyper-arides. Certaines autorités considèrent que les terres hyper-arides sont les déserts (Convention des Nations unies sur la lutte contre la désertification , UNCCD), bien qu'un certain nombre de déserts de la planète comprennent des zones climatiques à la fois hyper-arides et arides. La convention exclut hyper-arides de sa définition des zones arides.
La dégradation des sols dans les zones sèches du monde crée généralement des conditions similaires à celles du désert. La désertification correspond à la dégradation des terres en zones arides, semi-arides et sub-humides sèches. Elle résulte de divers facteurs, notamment le changement climatique et l’activité humaine. Elle affecte les moyens de subsistance des populations rurales vivant dans ces zones sèches, en particulier les populations pauvres, qui dépendent du bétail, des récoltes, des ressources limitées en eau et en bois de chauffe.
Les zones arides couvrent 41,3 % de la surface terrestre, soit 15 % de l'Amérique latine, 66 % de l'Afrique, 40 % de l'Asie et de 24 % de l'Europe. Dans le monde il y a une proportion significativement plus élevée de terres arides dans les pays en développement (72 %), et la proportion augmente avec l'aridité : presque 100 % de toutes les terres hyper-arides dans le monde sont dans des pays en développement. Néanmoins, les États-Unis, l'Australie et plusieurs pays du Sud de l'Europe comportent également d'importantes zones arides. 44 % des terres cultivées se trouvent en zones sèches. Les zones sèches accueillent 50 % du bétail mondial. Elles représentent environ la moitié de l’ensemble des terres cultivées et comptent parmi les principaux habitats de la vie sauvage.
La plupart des 2 milliards d’habitants des zones sèches de la planète vit dans des pays en développement. La grande majorité d’entre eux vit sous le seuil de pauvreté et sans accès approprié à de l’eau fraîche.
Sur le plan de l'environnement, les zones sèches sont caractérisées par :
- des précipitations faibles, peu fréquentes, irrégulières et imprévisibles;
- de grandes variations entre les températures du jour et de la nuit;
- des sols contenant peu de matières organiques et présentant un manque d’eau;
- une faune et une flore adaptées aux variations climatiques (résistants à la sécheresse, s’accommodant de l’eau salée et capables de supporter un manque d’eau)

Les zones arides sont complexes, l'évolution des structures dont les caractéristiques et les propriétés dynamiques dépendent de nombreux lien interdépendants entre climat, sol et végétation.

## La biodiversité des terres arides
Les moyens de subsistance de millions de personnes dans les pays en développement dépendent en grande partie de la biodiversité des terres arides pour assurer leur sécurité alimentaire et leur bien-être. Le style de vie des habitants des zones sèches amènent une plus-value environnementale au niveau mondial en contribuant à freiner le changement climatique, via la séquestration du dioxyde de carbone et la conservation des espèces. La biodiversité des zones arides est également d'une importance centrale pour assurer le développement durable ainsi que de fournir d'importantes valeurs économiques mondiale par le biais de la fourniture de services écosystémiques et de la biodiversité. La Conférence des nations UNIES sur le Développement Durable Rio+20 , tenue au Brésil en juin 2012, a souligné la valeur intrinsèque de la diversité biologique et reconnu la gravité de la perte de biodiversité et la dégradation des écosystèmes.